# Mamma
Mamma (Μαμμή) fou un districte de Bizacena on el 536 l'eunuc Salomó amb 10.000 romans va derrotar a un exèrcit dels maures amb 50000 homes. Mamma era a la plana al costat del Djebel Truzza, prop de Kairuan.